# Holcichneumon subtilis
Holcichneumon subtilis är en stekelart som först beskrevs av Szepligeti 1910.  Holcichneumon subtilis ingår i släktet Holcichneumon och familjen brokparasitsteklar. Inga underarter finns listade i Catalogue of Life.